# Miklósevce
Miklósevce (horvátul: Mikluševci, ruszinul Миклошевци, ukránul: Мiклушевці) ruszin nemzetiségű falu Horvátországban Vukovár-Szerém megyében. Közigazgatásilag Tomtelkéhez tartozik.

## Fekvése
Vukovártól légvonalban 13, közúton 17 km-re délkeletre, községközpontjától 2 km-re északra, a Nyugat-Szerémségben fekszik.

## Története
A település feltehetően már a középkorban is létezett, de ezidáig nem sikerült azonosítani a korabeli oklevelekben említett egyetlen településsel sem. Az azonban tudható, hogy ez a vidék a török uralom előtti időszakban sűrűn lakott volt, sok kisebb falu feküdt a területén.
Gjuro Szabo neves horvát történész szerint Mikola castruma, a mai Mikluševcinél lehetett. Megjegyzendő, hogy Csánki Dezső Mikolát a mai Boró közelébe helyezi. A török 1526-ban, Valkóvár eleste után szállta meg ezt a vidéket és 1691-ig volt uralma alatt. A felszabadító harcok során a környék teljesen elnéptelenedett.
A kiürült területre 1700 körül az udvari kamara pravoszláv vlachokat telepített. Ezt követően Baranyából a Rákóczi-szabadságharc (1703-1711) elől menekülők érkeztek. 
Miklósevcének 1756-ban 31 pravoszláv háza és egy Szent Miklósnak szentelt fatemploma volt. Valószínűleg erről a templomról kapta a mai nevét. A templomot 1758 és 1766 között falazott formában teljesen újjáépítették. A faluban 1825-ben megnyílt az első népiskola. A 19. század közepén, 1850 körül részben Miskolc környékéről, részben az Északkeleti-Kárpátok vidékéről görögkatolikus ruszinok vándoroltak be a faluba és felépítették a Kisboldogasszonynak szentelt templomukat. A ruszinok jelentős része magyar vezetékneveket viselt. 1880-ban már a görögkatolikus lakosság volt többségben. A 712 lakosból 467 volt görögkatolikus, 227 volt pravoszláv, 11 volt római katolikus és 7 volt zsidó vallású.
Az első katonai felmérés térképén „Mikloschevcze” néven található. Lipszky János 1808-ban Budán kiadott repertóriumában „Miklossevcze” néven szerepel. Nagy Lajos 1829-ben kiadott művében „Mikloshevcze” néven 82 házzal, 6 katolikus és 558 ortodox vallású lakossal találjuk.
A településnek 1857-ben 608, 1910-ben 800 lakosa volt. Szerém vármegye Vukovári járásához tartozott. Az 1910-es népszámlálás adatai szerint lakosságának 75%-a ruszin, 18%-a szerb, 3%-a horvát, 2%-a magyar anyanyelvű volt. A település az első világháború után az új szerb-horvát-szlovén állam, majd később (1929-ben) Jugoszlávia része lett. 1941 és 1945 a Független Horvát Államhoz tartozott, majd a szocialista Jugoszlávia fennhatósága alá került. 1991-től a független Horvátország része. 1991-ben lakosságának 73%-a ruszin, 11%-a szerb, 7%-a horvát, 3%-a jugoszláv nemzetiségű volt. A horvát függetlenségi háború idején a falut súlyos károk érték. A JNA támogatását élvező felkelő szerb csapatok 1991. október 8-án foglalták el a falut, melyet lakosságának nagy része elhagyott. A szerbek lerombolták a templomot, az iskolát, a kultúrházat, az óvodát, a kolostort és az önkormányzat épületét. A háború alatt a település 9 lakosa vesztette életét a haza védelmében. 1997. november 2-án hat évi megszállás után először látogathatta meg busszal egy csoport helyi lakos a megsemmisített falut és a temetőt. 2009. február 5-én a megyei bíróság háborús bűncselekmények tanácsa tizenkét személyt ítél el az itt elkövetett bűncselekmények miatt. A falunak 2011-ben 378 lakosa volt.

## Népessége

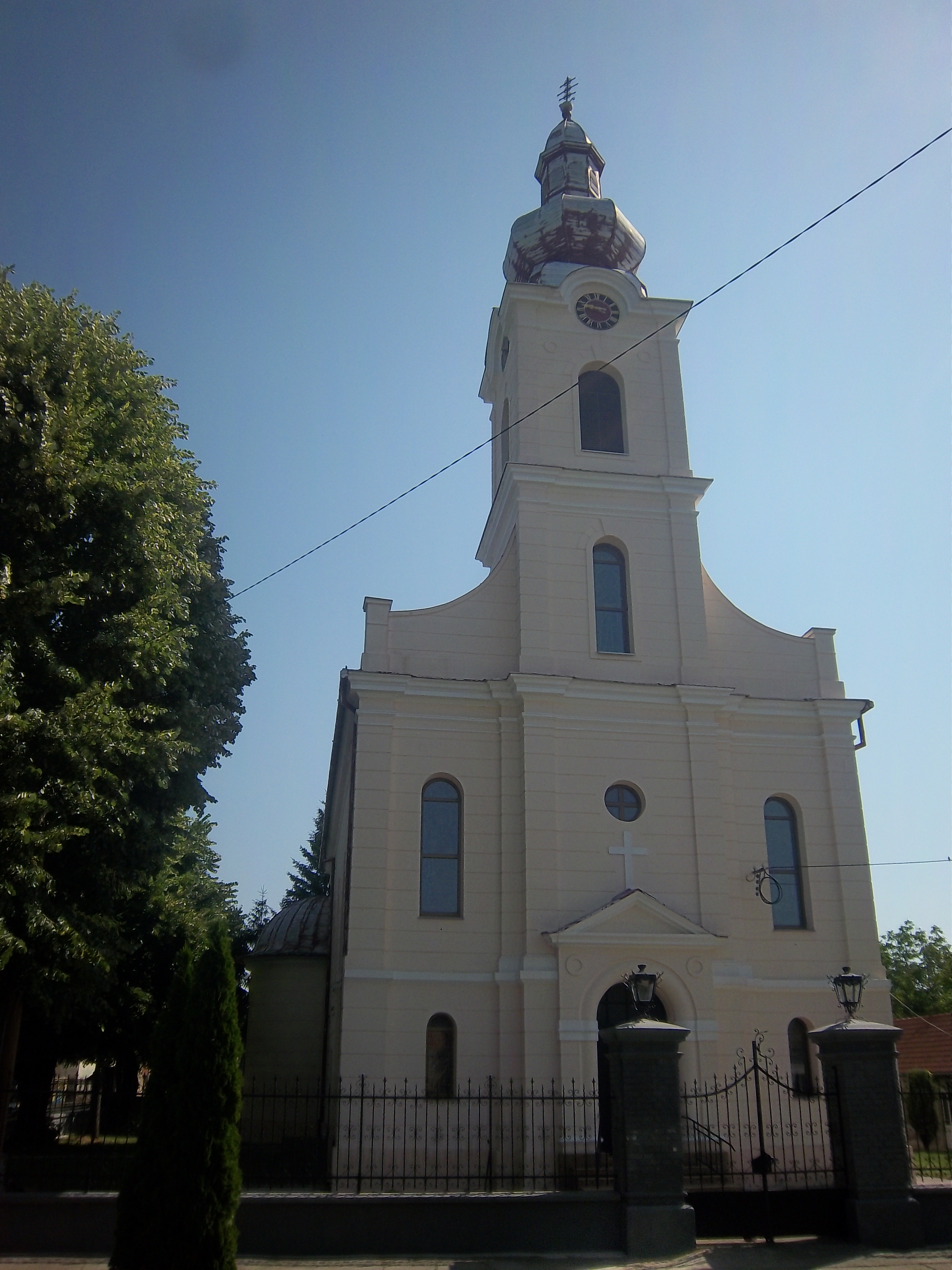
A görögkatolikus templom

| Lakosság változása | Lakosság változása | Lakosság változása | Lakosság változása | Lakosság változása | Lakosság változása | Lakosság változása | Lakosság változása | Lakosság változása | Lakosság változása | Lakosság változása | Lakosság változása | Lakosság változása | Lakosság változása | Lakosság változása | Lakosság változása |
| ------------------ | ------------------ | ------------------ | ------------------ | ------------------ | ------------------ | ------------------ | ------------------ | ------------------ | ------------------ | ------------------ | ------------------ | ------------------ | ------------------ | ------------------ | ------------------ |
| 1857               | 1869               | 1880               | 1890               | 1900               | 1910               | 1921               | 1931               | 1948               | 1953               | 1961               | 1971               | 1981               | 1991               | 2001               | 2011               |
| 608                | 697                | 712                | 814                | 819                | 800                | 876                | 1.010              | 966                | 989                | 859                | 769                | 758                | 673                | 486                | 378                |

## Nevezetességei
- A Kisboldogasszony tiszteletére szentelt görögkatolikus temploma a 19. század második felében épült.
- Szent Miklós tiszteletére szentelt pravoszláv temploma 1758 és 1762 között épült a régi fatemplom helyén. A templom 19 méter hosszú és 7 méter széles, belső magassága 4,8 méter.[9]
- A falu északnyugati peremén található három út kereszteződésénél egy körülbelül 370 éves nyárfa áll. A fa átmérője 3,07 méter és feltételezik, hogy a török korszakban ültették még a mai település létrejötte előtt. Ma a fa a település szimbóluma.

## Kultúra
- A „Mikluševačko ljeto” (Miklósevcei nyár) a helyi ruszinok és ukránok kulturális fesztiválja. A fesztivált 2002 óta rendezik meg a kulturális egyesület szervezésében.
- A KUD „Joakim Govlja” Mikluševci a falu kulturális és művészeti egyesülete. Az egyesület gyermek, felnőtt és veterán folklórcsoporttal rendelkezik.

## Oktatás
A településen a csáki általános iskola négyosztályos területi iskolája működik.

## Sport
- SD „Rusin” Mikluševci sportegyesület. 1933-ban alapították, jelenleg a megyei 3. ligában szerepel.
- ŠRU „Linjak” Mikluševci sporthorgász egyesület